# 最後の太郎
『最後の太郎』は、ザ・プレイヤーズ・ハウスの公演として1998年に上演された演劇。また、2009年にハードレインオープンカフェによって上演された再演をも指す。
作／簑田詢平、演出／佐々木海音。出演は簑田詢平、明本道子、梅津幸輝　他。

## 上演記録

### 初演
1998年11月18日〜11月23日 新宿シアターモリエール

### 再演
2000年10月18日〜10月22日 シアターVアカサカ
2004年10月9日〜10月11日 シアターVアカサカ
2009年12月4日〜12月6日 ウッディシアター中目黒

## 内容

### ストーリー
「二人斬りのユウザ」と恐れられた農民上がりの侍、ユウザ。戦国の世も終わり、職にあぶれ、しかも夜な夜な自分の殺めた侍達の亡霊におびえる毎日。
ある夜のこと。ユウザの夢枕に観音菩薩が現れ、ユウザが人を殺しすぎたために祟られていることを告げる。そして、祟りを祓うためには殺した人の数だけ仏像を彫らねばならぬこと、更に、あと一人でも人を殺せば鬼となり、タロウという侍に殺されることになるとの予言を残す。ある日、旅の途中、人の言葉を真似る不思議な鳥に導かれ、山小屋に住み着く事となる。不信心者のユウザではあったが、さすがに亡霊の恐怖には疲れ果て、仕方なく仏を掘り始める事になるのだが・・・・。
「最後の太郎」は遠い昔の日本、戦乱の世に生まれた仏師ユウザの物語。無頼漢ユウザの生き様を通して、人の生と死を厳しく見つめた作品。桃太郎伝説をベースにしながら、しかしそれを鬼の側から描くという逆転の発想が、スリリングで緊張感のあるストーリーを実現した。

### 登場人物
- ユウザ／「二人斬りのユウザ」と恐れられた農民上がりの侍。

- リョウ／役人の妾であったが、男の暴力に怯え逃げてくる。山小屋でユウザと出会う。

- イチ／ユウザの彫った仏像に惚れ込み、弟子入りした金持ちの息子。

- タロウ／鬼退治の命を受けた、幕府の侍。剣の達人。

- ソラ／タロウの妹。片腕が不自由ながらも、武士を目指す元気な女の子。

- 九官鳥／ユウザが見つけた山小屋に住む九官鳥。名前は「クロ」。

- 役人／幕府の役人。妾であるリョウを追い山小屋に来る。

- 観音菩薩／ユウザの夢枕に現れる、仏様。

- 口上ヅトメ／この物語のストーリーテラー。

- 怨霊

- 黒衣